# Bablad, Shahpur
Bablad là một làng thuộc tehsil Shahpur, huyện Gulbarga, bang Karnataka, Ấn Độ.